# Harald Smedvik
Harald Gunvald Smedvik (Hansen-) (Glemmen, 1888. március 28. – 1956.) olimpiai ezüstérmes norvég tornász.
Az 1908. évi nyári olimpiai játékokon tornában összetett csapatversenyben ezüstérmes lett.
Klubcsapata az Oslo Turnforening volt.